# OAW C.I
L'OAW C.I, citato anche come Albatros (OAW) C.I, fu un aereo da ricognizione monomotore biplano sviluppato dalla allora azienda tedesco imperiale Ostdeutsche Albatros Werke (OAW), succursale della Albatros Flugzeugwerke GmbH, negli anni dieci del XX secolo.

## Utilizzatori
Germania
- Luftstreitkräfte